# Powiat Hidaka (Hokkaido)
Powiat Hidaka (jap. 日高郡 Hidaka-gun) – powiat w Japonii, w prefekturze Hokkaido, w podprefekturze Hidaka. W 2024 roku liczył 20 222 mieszkańców.

## Miejscowości
- Shinhidaka